# IKON의 음반 목록
다음은 대한민국의 남성 음악 그룹 iKON의 음반 목록이다.

## 음반

### 정규 음반
| WELCOME BACK                                                     | - 발매일: - 2015년 10월 1일 (하프 앨범) - 2015년 12월 24일 (풀 앨범) - 레이블: YG 엔터테인먼트, 지니뮤직 - 포맷: CD, 디지털 다운로드 | 1 | 26 | 1 | 3 | - 대한민국: 85,671 - 일본: 5,071 |
| "—" 표시는 차트에 진입하지 못함을 의미함(2010년 이전 자료 없음). | |   |    |   |   |                                  |

## 싱글 및 노래
| 2013                                                             | "Just Another Boy" ("Team B") | 46 | — | 대한민국: 38,028    | 디지털 싱글  |
| 2013                                                             | "Climax" ("Team B")           | 12 | — | 대한민국: 76,899    | 디지털 싱글  |
| 2014                                                             | "기다려" ("Team B")           | 48 | — | 대한민국: 67,366    | 디지털 싱글  |
| 데뷔 후                                                          |                               |    |   |                     |              |
| 2015                                                             | "취향저격 (My Type)"          | 1  | 3 | - 대한민국: 934,720 | WELCOME BACK |
| 2015                                                             | "리듬 타 (Rhythm Ta)"         | 8  | — | - 대한민국: 460,904 | WELCOME BACK |
| 2015                                                             | "Airplane"                    | 13 | — | - 대한민국: 248,429 | WELCOME BACK |
| 2015                                                             | "이리오너라" (B.I & BOBBY)    | 6  | — | - 대한민국: 145,516 | WELCOME BACK |
| 2015                                                             | "지못미"                      | 1  | 3 | - 대한민국: 317,718 | WELCOME BACK |
| "—" 표시는 차트에 진입하지 못함을 의미함(2010년 이전 자료 없음). |                               |    |   |                     |              |

### 기타 차트 노래
| 2015                                                             | "오늘따라"         | 26 | - 대한민국: 126,898 | WELCOME BACK |
| 2015                                                             | "Welcome Back"     | 30 | - 대한민국: 96,605  | WELCOME BACK |
| 2015                                                             | "솔직하게 (M.U.P)" | 34 | - 대한민국: 91,392  | WELCOME BACK |
| "—" 표시는 차트에 진입하지 못함을 의미함(2010년 이전 자료 없음). |                    |    |                     |              |